# Giuseppe Di Prisco
Giuseppe Di Prisco (Brescia, 25 aprile 1917 – 28 gennaio 1996) è stato un calciatore e politico italiano.

## Carriera

### Calcio
Ha giocato per le squadre del Verona, del Padova e del Savona, ricoprendo il ruolo di attaccante.

### Politica
Ha ricoperto l'incarico di deputato nella II Legislatura e successivamente di senatore della Repubblica nelle Legislature III, IV, V. Faceva parte del Partito Socialista Italiano, fino al 1964, quando poi aderì al Partito Socialista Italiano di Unità Proletaria. Termina il proprio incarico parlamentare nel 1972.